# Kate Winslet
Kate Elizabeth Winslet, född 5 oktober 1975 i Reading, Berkshire, är en brittisk skådespelare.

## Biografi
Winslet föddes i en familj där de flesta hade anknytning till skådespeleri; båda hennes föräldrar var skådespelare, hennes morföräldrar höll igång ett teatersällskap i Reading och hennes morbror var även han skådespelare. Winslets anfader skräddaren Alfred Lidman var en svensk immigrant från Halland och hans syster Annie Lidman var också skådespelare. Kate Winslet har två systrar och en bror. Vid elva års ålder fick Kate Winslet sin första roll, där hon dansade i en reklamfilm för flingor.
Genombrottet för henne kom i filmen Svarta änglar regisserad av Peter Jackson. Det som gjorde henne till en filmstjärna var dock hennes medverkan i filmen Titanic, där hon porträtterade Rose, en av huvudpersonerna.
År 2010 spelade Kate Winslet Mildred Pierce i TV-serien med samma namn. Den filmades redan 1945 med Joan Crawford i huvudrollen, som fick en Oscar för sin prestation. Filmen baseras på en bok av James M. Cain. Miniserien producerades för amerikanska TV-kanalen HBO och regisserades av Todd Haynes. 

### Privatliv
Winslet har dottern och skådespelaren Mia Threapleton (född 2000) med första maken Jim Threapleton, som hon var gift med mellan 1998 och 2001. Hon har sonen och skådespelaren Joe Anders (född 2003) med andra maken Sam Mendes som hon var gift med mellan 2003 och 2010. I slutet av 2012 gifte Winslet sig med Edward Abel Smith (då känd som Ned Rocknroll), och 2013 fick paret sonen Bear.

## Utmärkelser och nomineringar
Winslet har totalt sju Oscarsnomineringar och är den yngsta någonsin att ha nominerats så många gånger. Hon blev nominerad första gången för sin roll som Marianne Dashwood i Förnuft och känsla (1995). Därefter har hon nominerats för rollerna som Rose DeWitt Bukater i Titanic (1997), den unga Iris Murdoch i Iris (2001), Clementine Kruczynsk i Eternal Sunshine of the Spotless mind (2005), Sarah Pierce i Little Children (2006) och Joanna Hoffman i Steve Jobs (2015). Hon belönades slutligen med en Oscar vid Oscarsgalan 2009 i kategorin bästa kvinnliga huvudroll för sin roll som Hanna Schmitz i filmen The Reader.
Winslet har erhållit elva Golden Globe-nomineringar, varav hon vunnit fyra. Hon har även BAFTA-nominerats åtta gånger och vunnit tre gånger.

## Filmografi
- 1994 – Svarta änglar – Juliet Hulme
- 1995 – A Kid in King Arthur's Court – Princess Sarah
- 1995 – Förnuft och känsla – Marianne Dashwood
- 1996 – Hamlet – Ophelia
- 1996 – Jude – Sue Bridehead
- 1997 – Titanic – Rose DeWitt Bukater
- 1998 – Hideous Kinky – Julia
- 1999 – Faeris – Brigid (röst)
- 1999 – Holy smoke – Ruth Barron
- 2000 – Quills – Madeleine ”Maddy” Leclerc
- 2001 – Enigma – Hester Wallace
- 2001 – A Christmas carol (röst)
- 2001 – Iris – Iris Murdoch
- 2003 – The Life of David Gale – Elisabeth ”Bitsey” Bloom
- 2004 – Suki: Lejonungen – Suki (röst)
- 2004 – Eternal Sunshine of the Spotless Mind – Clementine Kruczynski
- 2004 – Finding Neverland – Sylvia Llewelyn Davies
- 2005 – Romance & Cigarettes – Tula
- 2006 – The Holiday – Iris Simpkins
- 2006 – Bortspolad – Rita (röst)
- 2006 – Alla kungens män – Anne Stanton
- 2006 – Little Children – Sarah Pierce
- 2008 – Revolutionary Road – April Wheeler
- 2008 – The Reader – Hanna Schmitz
- 2010 – Mildred Pierce (TV-serie) – Mildred Pierce
- 2011 – Carnage – Nancy
- 2011 – Contagion – Dr. Erin Mears
- 2013 – Movie 43 – Beth
- 2013 – Labor Day – Adele Wheeler
- 2014 – Divergent – Jeanine Matthews
- 2014 – A Little Chaos – Sabine De Barra
- 2015 – Insurgent – Jeanine Matthews
- 2015 – The Dressmaker – Myrtle "Tilly" Dunnage
- 2015 – Steve Jobs – Joanna Hoffman
- 2016 – Triple 9 – Irina Vlaslov
- 2016 – Skönheten i allt – Claire Wilson
- 2020 – Ammonite – Mary Anning
- 2021 – Mare of Easttown (TV-serie) – Mare Sheehan
- 2022 – Avatar: The Way of Water – Ronal
- 2023 – Lee – Lee Miller
- 2024 – DreamScapes – Moder Jord (berättare)
- 2025 – Avatar: Fire and Ash – Ronal

## Utmärkelser
- BAFTA Award för bästa kvinnliga biroll, för Förnuft och känsla,  23 april 1996[5]
- European Film Awards Jameson-publikpris för bästa kvinnliga skådespelare, för Titanic,  1998[6]
- European Film Awards Jameson-publikpris för bästa kvinnliga skådespelare, för Iris,  2002[7]
- European Film Awards, bästa kvinnliga skådespelare, för The Reader,  2009[8]
- Oscar för bästa kvinnliga huvudroll, för The Reader,  22 februari 2009[9]
- Emmy Award för kvinnlig huvudroll i en miniserie eller film, för Mildred Pierce,  2011
- BAFTA Award för bästa kvinnliga biroll, för Steve Jobs,  14 februari 2016[5]
- Time 100,  2021[10]
- CineMerit Award,  2024[11]
- Crystal Award,  2024[12]
- Stjärna på Hollywood Walk of Fame
- BAFTA Award för bästa kvinnliga huvudrollsinnehavare
- Kommendör av 2 klass av Brittiska imperieorden

[Redigera Wikidata]